# Sønderborghus
Sønderborghus er et kommunalt kultur- og medborgerhus i Sønderborg. Det er af Kunstrådets Musikudvalg udpeget som regionalt spillested.
Bygningen er opført som en slags forsamlingshus for de dansksindede i 1914 og er tegnet af Martin Nyrop. Det fungerede dog kun som tiltænkt i ganske kort tid, da bygningen efter 1. verdenskrigs udbrud i efteråret 1914 blev indrettet som lazaret. Efter Genforeningen i 1920 var behovet for et samlingssted for de dansksindede ikke længere presserende, og bygningen blev indrettet til hotel. Som sådan drives det frem til 1974, hvorefter kommunen overtager bygningen og indretter den til nuværende brug.